# Kawasaki C-1
El Kawasaki C-1 es un avión de transporte militar bimotor de medio alcance usado por la Fuerza Aérea de Autodefensa de Japón (JASDF por sus siglas en inglés). Comenzó a ser desarrollado por la compañía japonesa Kawasaki Heavy Industries en 1966 para reemplazar los anticuados aviones de transporte C-46 Commando de la JASDF. Comenzó a ser producido en 1971, y actualmente continúa en uso.

## Variantes
- XC-1: Prototipos.

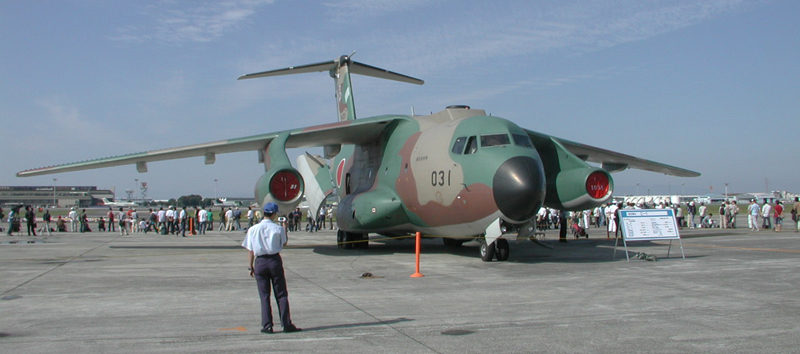
Kawasaki C-1 en la Base Aérea Komaki (Japón).

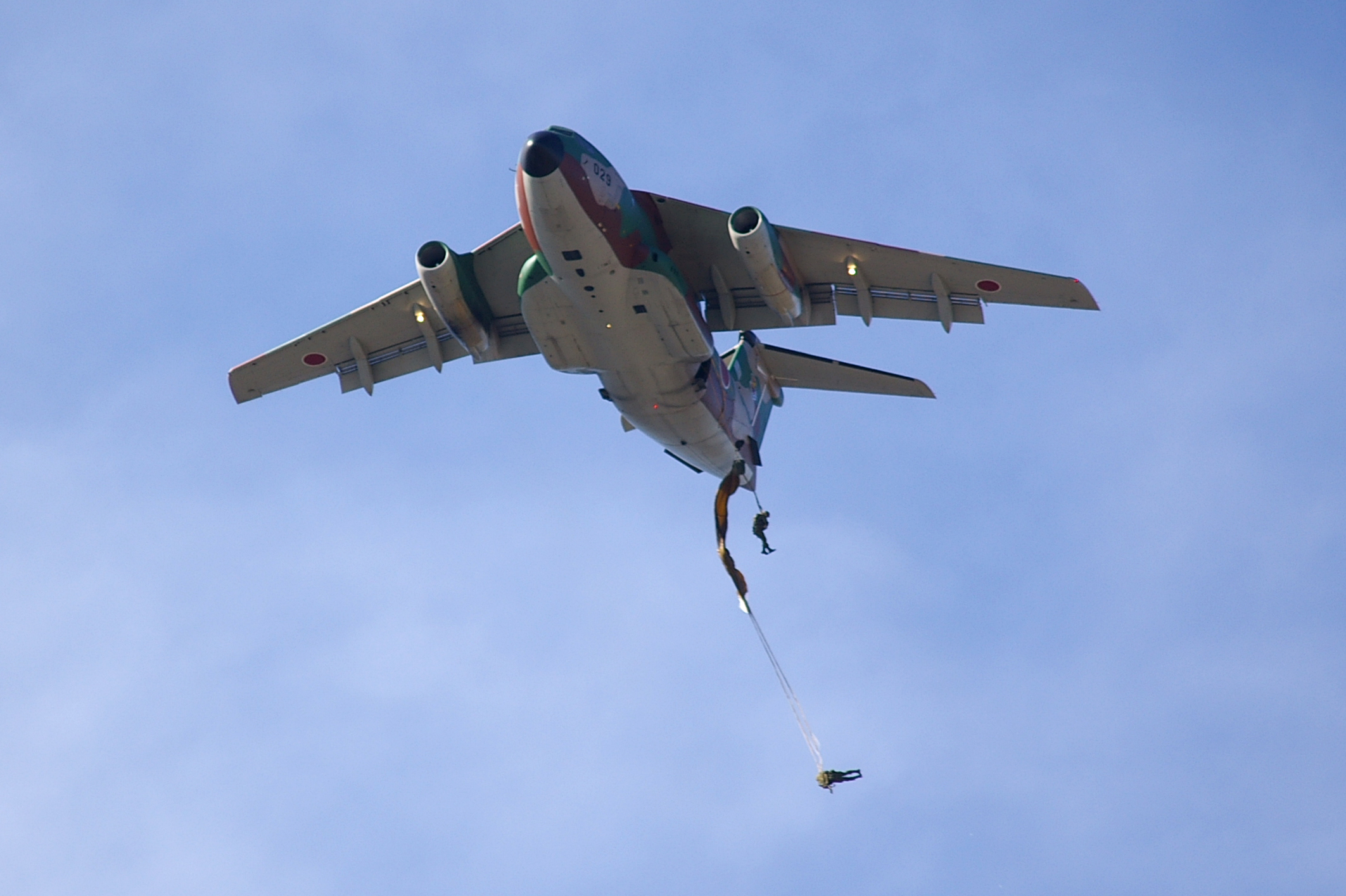
Lanzamiento de paracaidistas desde Kawasaki C-1.

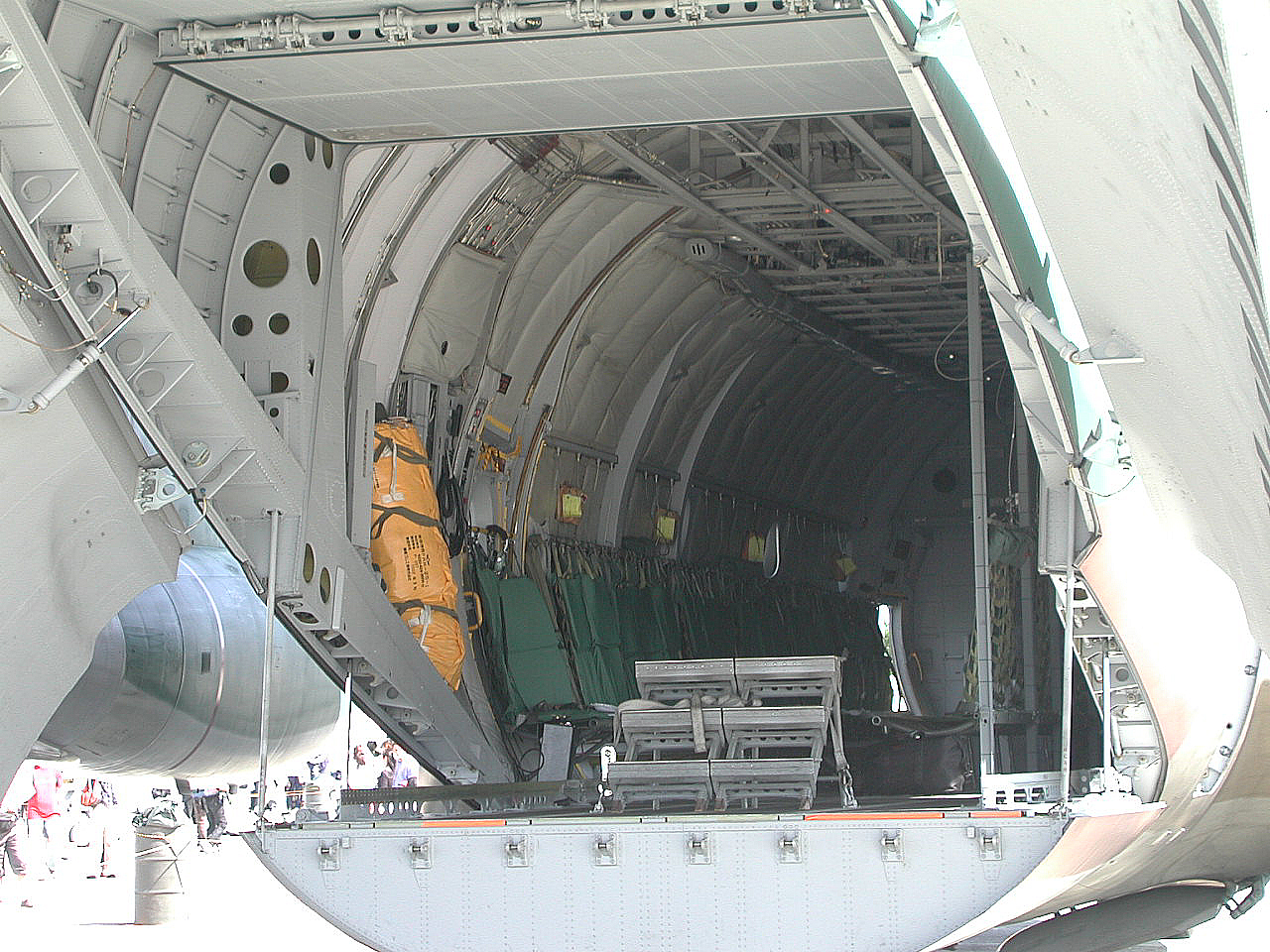
Rampa de carga del Kawasaki C-1.

- C-1/C-1A: Versión de transporte militar de medio alcance.

Los últimos cinco C-1 encargados fueron equipados con un depósito de combustible adicional de 4.730 litros.
- EC-1: Avión de entrenamiento para guerra electrónica (EW por sus siglas en inglés).
- C-1FTB: Banco de pruebas en vuelo usado para probar diversos equipos.
- Asuka: Avión de transporte STOL experimental, propulsado por cuatro motores turbofán y haciendo uso del efecto Coandă.

El único ejemplar construido está actualmente expuesto en el Museo Kakamigahara en Gifu, Japón.
Video donde se ve el Kawasaki C-1 y Kawasaki C-2 juntos en el aire.

## Operadores
Japón
- Fuerza Aérea de Autodefensa de Japón

## Especificaciones (C-1)

### Características generales
- Tripulación: 5 (piloto, copiloto, navegador, ingeniero de vuelo, jefe de carga)
- Capacidad: 

  - Transporte de tropas: 60 soldados o 45 paracaidistas.
  - Evacuación médica: 36 camillas con asistentes médicos.
- Longitud: 29 m
- Envergadura: 30,6 m
- Altura: 9,99 m
- Superficie alar: 120,5 m²
- Peso vacío: 23.320 kg
- Peso cargado: 38.700 kg
- Peso máximo al despegue: 38.700 kg
- Planta motriz: 2× turbofán Mitsubishi-Pratt & Whitney JT8D-M-9.
  - Empuje normal: 64,5 kN (6577 kgf; 14 500 lbf) de empuje cada uno.

### Rendimiento
- Velocidad máxima operativa (Vno): 806 km/h (435 nudos) a 7.620 m con un peso bruto de 35.450 kg
- Velocidad crucero (Vc): 657 km/h (354 nudos) a 10.670 m con un peso bruto de 35.450 kg
- Alcance: 1.300 km a plena carga
- Techo de vuelo: 11.600 m (38.000 ft)
- Régimen de ascenso: 17,8 m/s (3.500 ft/min)

### Desarrollos relacionados
- Kawasaki C-2

### Aeronaves similares
- Embraer KC-390
- Antonov An-72